# Global basinkomst
Global basinkomst (engelska: Global Basic Income, GBI) avser idén att människor i hela världen skall garanteras en minsta summa pengar regelbundet, det vill säga en ovillkorlig basinkomst. Debatten om detta, mycket radikala, förslag förs inom samma ram som övriga diskussioner om grundinkomst i dess olika varianter, exempelvis vid de konferenser som anordnas av Basic Income Earth Network och av USBIG. Den holländske konstnären Pieter Kooistra presenterade vid den tiden idén om en världsomfattande basinkomst, kallat för "Uno-planen". Andra debattörer som från 1980-talet och framåt intresserat sig för visionen och även kommit med olika förslag på utformning och finansiering är bland andra Myron Frankman, René Heeskens, Philippe Van Parijs och Tadashi Okanouchi. Stiftelsen Global Basic Income Foundation, grundat år 2000, samlar forskning och debatt kring idén. En kontroversiell rörelse som under senare år drivit idén, under slagordet "Equal Money", är Desteni. Som finansieringsstrategier har bland annat penningreform och "cap-and-dividend" föreslagits. 

## Enskilda debattörer och förespråkare

### Pieter Kooistra
Pieter Kooistra (1922-1998) var en mångsidig nederländsk konstnär, skulptör och grafisk artist som drevs av visionen om att göra konsten tillgänglig för alla. Han använde också sin kreativitet för olika idéer och projekt på det sociala och ekonomiska området. På 1970-talet, då bilderna över svälten i Indien spreds över världen, började han utveckla idén om en global basinkomst. Denna idé utvecklade han sedan i böckerna "Vor" (1983) och "Het ideale eigenbelang" (1993).

### Myron Frankman
Enligt Myron Frankman, som publicerat ett flertal artiklar om global basinkomst vilka presenterats vid BIEN-konferenser och USBIG-konferenser, skulle en planetär basinkomst "i ett slag" kunna eliminera fattigdomen i världen. Dessutom skulle systemet, så småningom, också medföra en värld där gränskontroller ej behövs och en fredlig utveckling skulle främjas. Frankman menar att globala problem, såsom det globala fattigdomsproblemet, behöver globala lösningar vilka händer ihop inbördes. Utifrån detta tänker han sig: En global federal ordning med aktivt medborgarengagemang från det lokala till det globala, en enda världsvaluta samt globala offentliga finanser.

### Tadashi Okanouchi
Enligt Okanouchi skulle en global basinkomst innebära: 
- Avskaffande av löneslaveriet (eller proletariatet som en social klass).
- Avskaffande av den ekonomiska grunden för patriarkatet såväl som nationalismen.
- Eliminering av ekonomiska motiv till miljöförstöring.
- Eliminering av ekonomiskt framtvingad demokratisk passivitet.

Rörelsen för global basinkomst bör därför, enligt Okanouchi, vänta sig kritik från kapitalistklassen, patriarkala män, byråkrater och politiker som på olika sätt tjänar på dagens system.

### Philippe Van Parijs

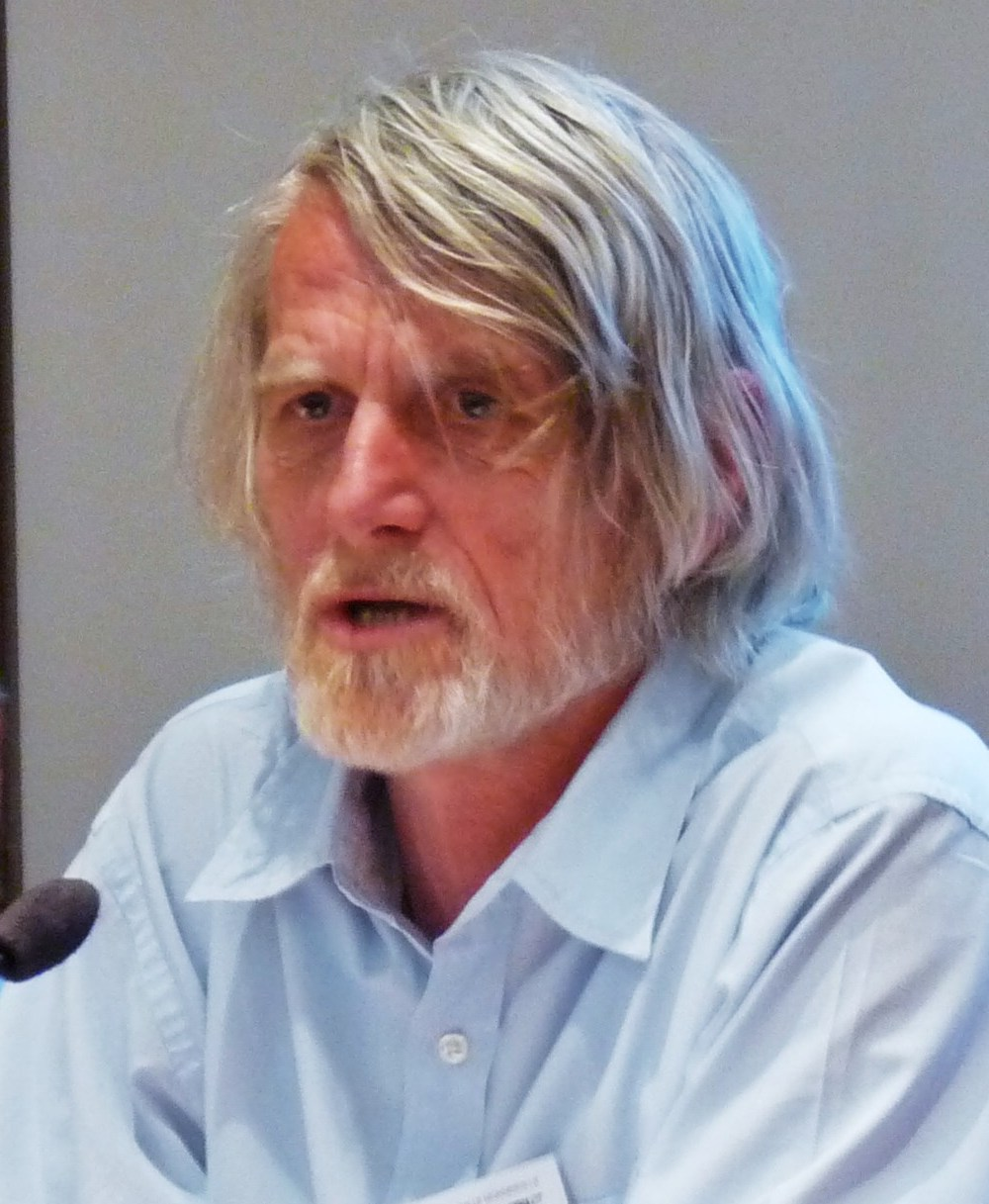
Philippe Van Parijs

Philippe Van Parijs, författare till Real Freedom for All och flera andra böcker i samma genre, har reflekterat över idén. Om finansieringen har han sagt att han inte tror att den kan lösas med en global inkomstskatt och inte heller genom en tobinskatt. Inkomstskatt tänker han sig som något som bestäms mycket mer lokalt och tobinskatt, även om han ser fördelar med en sådan, tror han inte skulle ge tillräckligt stor summa. Mer värt att reflektera över, enligt Van Parijs, är idén med en global världsvaluta vars seignorageintäkter skulle kunna användas till att finansiera en låg global inkomst. Och kanske genom att fördela ut intäkterna från globala utsläppsrätter. Dock menar han att basinkomst, i vilket fall, först måste finansieras, införas och testas lokalt och nationellt. En global basinkomst kan, även på lång sikt, endast vara ett komplement till basinkomsten i dessa mindre geografiska enheter.

### René Heeskens
René Heskens, inspirerad av bland annat Pieter Kooistra, grundade år 2000 stiftelsen Global Basic Income Foundation. Liksom Kooistra har han reflekterat över världens ojämlikhet och ser den globala basinkomsten som en strategi för att avskaffa fattigdomen i världen. Han menar att medborgarna i de rika länderna delar ett ansvar för fattigdomen av flera skäl. Dessutom skulle det vara oklokt av människor i rika länder att "blunda" även om dessa skäl ignoreras. Detta eftersom vi "lever i en värld som blir alltmer interdependent", för att fattigdomen orsakar ett flyktingtryck mot de rika länderna och för att politisk instabilitet och ekonomisk desperation är en "grund för uppkomsten av fundamentalister". Heskens menar också fattigdomens avskaffande är viktigt ur ett miljöperspektiv eftersom de globala klyftorna och fattigdomen omöjliggör enighet om effektiva internationella strategier för att motverka de globala miljö- och säkerhetsproblemen. Han tänker att kostnaderna visserligen kan betraktas som stora, men att det trots detta inte finns några fundamenentala hinder och att man också bör ha i åtanke att en global basinkomst skulle ha stora positiva effekter på u-ländernas ekonomier. Dessutom, menar han, bör ansträngningarna att motverka klimatförändringarna kunna gå hand i hand med fattigdomsbekämpningen om man använder sig av cap-and-dividend-systemet. Det vill säga att intäkterna från utsläppsrätter (av koldioxid mm) går till att finansiera basinkomst. En annan finansieringstrategi som Heskeens och stiftelsen föreslagit är att alla länder i FN betalar samma procentsats av sin BNP till en global fond varur den globala basinkomsten betalas.

### Gianluca Busilacchi
Gianluca Bucilacci menar att fattigdom och utsläpp, trots människans stora framsteg på många områden, ännu på 2000-talet är mänsklighetens stora ödesfrågor. Ekonomisk tillväxt, sociala och kulturella framsteg, spridningen av sociala och politiska rättigheter, har inte medfört att dessa problem kunnat "lösas". Han tänker, liksom René Heskens, att dessa två megaproblem bör kunna attackeras samtidigt, genom ett cap-and-dividend-system. Utgångspunkten för hans idé om detta är en artikel av Michel Genet och Philippe Van Parijs, i vilken de föreslog en Eurogrant (europeisk basinkomst) finansierad genom energiskatt. Istället för europeisk nivå föreslår han att systemet införs globalt och istället för energiskatt tänker han sig en skatt på utsläpp av växthusgaser. Målet skulle då bli dubbelt, dels att bekämpa fattigdomen på hela planeten genom basinkomsten, och dels att utsläppen av växthusgaser skulle bringas ner till hållbar nivå. Det verkliga problemet med global basinkomst, enligt Gianluca Bucilacci, är dock inte utarbetandet av modeller som kan tillämpas och upprätthållas över tiden. Det verkliga problemet är styrningen: vilken myndighet skulle kunna hantera en sådan revolutionär politik?

### Heiner Michel
Michel menar att effekten av en global basinkomst skulle vara ökad köpkraft i stora delar av världen där fattigdom råder. Detta även om det är förenklat att tänka sig att köpkraften ökar lika mycket som basinkomsten, då detta inte tar hänsyn till marknadens funktion. Dock måste basinkomstförespråkarna inse att global basinkomst i kombination med frihandel inte i sig självt räcker, även om frihandel enligt liberal teori är nästintill en universallösning. Basinkomsten måste även kombineras med reformer och institutioner som minskar det så kallade externaliseringsproblemet, det vill säga att företagen gör vinster på miljöns, arbetarnas, konsumenternas och samhällets bekostnad. Det vill säga att global basinkomst bör förenas med någon form av socialdemokratisk politik, som har som mål att tämja marknadskrafterna och motverka externaliseringen.

### Daniel D. Moseley
I artikeln Lockean Argument for Basic Income hävdar Daniel D. Moseley att libertarianer borde stödja idén om en global basinkomst mot bakgrund av att basinkomst, enligt hans synsätt, främjar det fulla självägarskapet och världsägarskapet.

### Böcker
- Pieter Kooistra, Het Ideale Eigenbelang - Een UNO-Marshallplan voor alle mensen, Uitgeverij Kok Agora, Kampen, 1993, ISBN 90-391-0574-X

### Artiklar
- Frankman, Myron J., “Funding a Planet-Wide Citizen’s Income: Trial Calculations,” presenterat vid USBIG-konferensen i New York City, 8 mars 2002.
- Frankman, Myron J., World Democratic Federalism: Peace and Justice Invisible, Palgrave-Macmillan: London.
- Frankman, Myron J., “Ample Room at the Top: Financing a Planet-Wide Basic Income,” presenterat vid BIEN-konferensen i Barcelona 2004
- Frankman, Myron J., “A Planet-Wide Citizen’s Income: An Espousal,”
- Heeskens, René, Heskeens 2008 “Earth Dividend and Global Basic Income: A Promising Partnership,” (2008)